# مسرح موسيقي

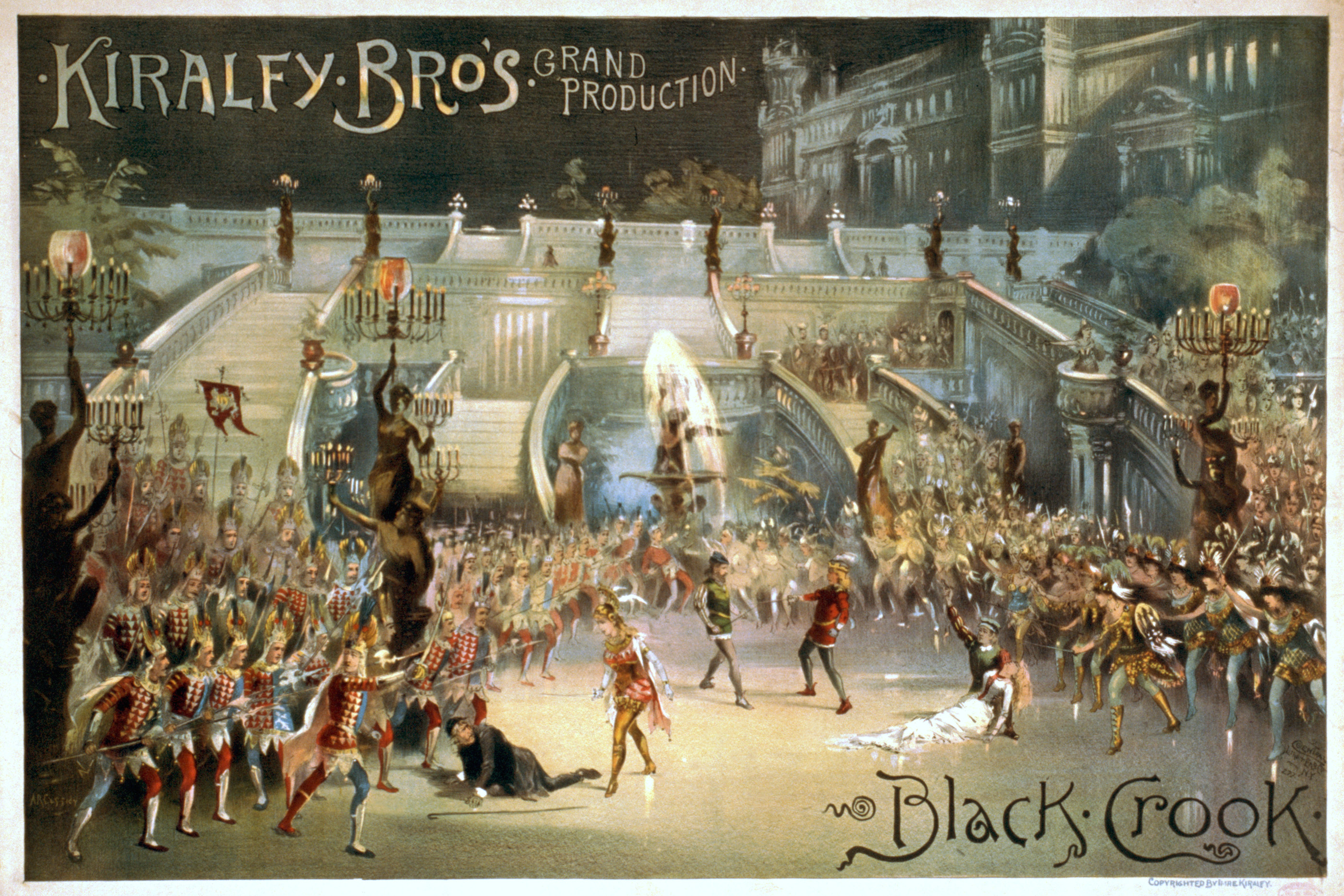
The Black Crook (1866), بعض المؤرخين يعتبرونها المسرحية الموسيقية الأولى

المسرح الموسيقي هو شكل من أشكال الأداء المسرحي الذي يجمع بين الغناء والحوار والتمثيل والرقص. القصة الرئيسية والمحتوى العاطفي للفيلم موسيقي يعبر عن الفكاهة، الشفقة، الحب، الغضب. وينتج من خلال الكلمات والموسيقى والحركات والجوانب التقنية ترفيه جميل للجمهور. والمسرح الموسيقي يتداخل مع أشكال المسرحية الأخرى مثل الأوبرا والرقص، و لها نفس القدر من الأهمية نظرا إلى الموسيقى بالمقارنة مع الحوار والحركة وغيرها من العناصر. ظهر المسرح الموسيقي في أوائل القرن ال20.
على الرغم من أن الموسيقى جزء من العروض الدرامية منذ العصور القديمة، فقد برز المسرح الموسيقي الغربي الحديث خلال القرن ال19، مع العديد من العناصر الهيكلية التي وضعتها أعمال جيلبرت وسوليفان في بريطانيا وهاريجان وهارت في أمريكا. وأعقب ذلك العديد من الأفلام الكوميدية الموسيقية والأعمال المسرحية الموسيقية لفنانين مبدعين مثل الأمريكي مثل جورج كوهان. وعرضت مسرحيات موسيقية مهمة مثل (Of Thee I Sing (1931 و (Show Boat (1927 و (Oklahoma! (1943. ثم عرضت أكثر المسرحيات الموسيقية شهرة وابداع مثل قصة الجانب الغربي (1957)، الشعر (1967)، خط جوقة (1975)، البؤساء (1985)، شبح الأوبرا (1986)، إيجار (1996)، والمنتج (2001) والشرير (2003).
يتم تقديم المسرح الموسيقي في جميع أنحاء العالم. ويمكن أن تقدم في الأماكن الكبيرة، مثل مسرح برودواي ونيويورك ولندن. وغالبا ما تعرض المسرحيات الغنائية من قبل الهواة في المدارس والأماكن العامة في مختلف أرجاء الولايات المتحدة وبريطانيا.وهناك مشاهد نابضة بالحياة في أوروبا، وآسيا وأستراليا وكندا وأمريكا اللاتينية.

## التعاريف والنطاق

### مسرحيات الكتب الغنائية
منذ القرن العشرين، عُرّفت «مسرحيات الكتب الغنائية» على أنها مسرحية غنائية تُدمج فيها الأغاني والرقصات تمامًا في قصة محبوكة جيدًا لها أهداف درامية جدية قادرة على إثارة مشاعر حقيقية غير الضحك. المكونات الثلاثة الرئيسة لمسرحية كتب غنائية هي الموسيقى، والكلمات، والكتاب. يشير الكتاب أو نص المسرحية الغنائية إلى القصة، وتطور الشخصيات، والبنية الدرامية، بما في ذلك الحوار المنطوق وتوجيهات المسرح، لكن يمكنها أن تشير أيضًا إلى الحوار والكلمات معًا، ما يشار إليه أحيانًا باسم ليبريتو (المقابل الإيطالي لجملة «كتاب صغير»). تشكل الموسيقى والكلمات معًا حاصل المسرحية الغنائية وتضم الأغاني، والموسيقى العرضية، والمشاهد الموسيقية، والتي هي «تسلسل مسرحي ضُبط على الموسيقى، وغالبًا ما يجمع بين الأغنية والحوار المنطوق». تفسير المسرحية الغنائية مسؤولية فريق إعدادها، والذي يشمل المخرج والمخرج الموسيقي ومصمم الرقص وأحيانًا الموزع. يتميز إنتاج المسرحيات الغنائية أيضًا بصورة إبداعية بالجوانب التقنية، مثل تصميم الديكور المسرحي والأزياء ولوازم المسرح والإضاءة والصوت. يتغير فريق الإعداد والتصاميم والتفسيرات عمومًا بين الإنتاج الأصلي والإنتاجات اللاحقة. لكن قد يُبقى على بعض عناصر الإنتاج من الإنتاج الأصلي، مثلًا، تصيم رقصات بوبو فوس في شيكاغو.
لم يُحدد طول ثابت للمسرحية الغنائية. في حين قد تتراوح من عرض ترفيهي قصير بفصل واحد إلى عدة فصول وعدة ساعات (أو حتى عرض متعدد الليالي)، تتراوح معظم المسرحيات الغنائية بين ساعة ونصف إلى ثلاث ساعات. غالبًا ما تُقدم المسرحيات الغنائية في فصلين، بينهما استراحة وجيزة، وعادة ما يكون الفصل الأول أطول من الثاني. يعرّف الفصل الأول عمومًا عن جميع الشخصيات ومعظم الموسيقى وغالبًا ما ينتهي بتقديم الصراع الدرامي أو تعقيد الحبكة بينما قد يقدم الفصل الثاني بضع أغانٍ لكنها تضم عادة تكرارات لموضوعات موسيقية مهمة وتحل الصراع أو التعقيد. عادة ما تُبنى مسرحية الكتب الغنائية حول أربع إلى ست نغمات موضوعية رئيسة تكرر لاحقًا في العرض، رغم أنها تتألف أحيانًا من سلسلة من الأغاني ذات الصلة غير المباشرة موسيقيًا. يتبعثر الحوار المنطوق عمومًا بين الأوزان الموسيقية، رغم أن «الحوار المُغنى» أو الإلقاء المنغم قد يُستخدم، ولا سيما ما يُسمى مسرحيات «الغناء طوال العرض» الغنائية مثل يسوع المسيح سوبر ستار، وفالسيتوس، والبؤساء، وإفيتا، وهاملتون. قُدمت عدة مسرحيات غنائية أقصر في برودواي وويست إند في فصل واحد في العقود الأخيرة.
غالبًا ما تُقدم اللحظات الأشد درامية في مسرحية كتبٍ غنائية في أغنية. كما يقول المثل: «عندما تصير العاطفة أقوى من الكلام، نغني، وعندما تصير أقوى من الغناء، نرقص». في مسرحية كتب غنائية، تُصاغ الأغنية كلاسيكيًا لتناسب الشخصية (أو الشخصيات) وحالتهم ضمن القصة، رغم وجود أوقات في تاريخ المسرحية الغنائية (كالفترة الممتدة بين تسعينيات القرن التاسع عشر وعشرينيات العشرين) كان فيها هذا الاندماج بين الموسيقى والقصة ضئيلًا. كما وصف ناقد صحيفة نيويورك تايمز بين برانتلي فكرة الأغنية في المسرح عند مراجعته إحياء مسرحية جيبسي: «لا يوجد أي فصل البتة بين الأغنية والشخصية، الأمر الذي يحدث في تلك اللحظات النادرة وقتما تبلغ مسرحية غنائية مستوًى أعلى لتحصّل أهداف وجودها المثالية». عادة ما تُغنى كلمات أقل في أغنية مدتها خمس دقائق مما يُنطق في قطعة حوار مدتها خمس دقائق. بالتالي، ثمة وقت أقل لتطوير الدراما في مسرحية غنائية من مسرحية عادية بطول مكافئ، نظرًا لأن المسرحية الغنائية تكرس عادةً وقتًا أكثر للموسيقى من الحوار. ضمن الطبيعة المضغوطة للمسرحية الغنائية، لا بد أن يطور المألفون الشخصيات والحبكة.
قد تكون المادة المقدمة في مسرحية غنائية أصلية، أو قد تكون مقتبسة عن روايات (ويكد ومان أوف لا مانشا)، أو مسرحيات (هيلو، دولي! وكاروسيل)، أو أساطير كلاسيكية (كاميلوت)، أو أحداث تاريخية (إفيتا) أو أفلام (ذا بروديوسرز و بيلي إليوت). من الناحية الأخرى، اقتُبست أفلام موسيقية عن العديد من أعمال المسرح الموسيقي الناجحة، مثل قصة الحي الغربي، وسيدتي الجميلة، وصوت الموسيقى، وأوليفر! وشيكاغو.